# 韦斯托内
韦斯托内（義大利語：Vestone），是意大利布雷西亚省的一个市镇。总面积12.9平方公里，人口4529人，人口密度351.1人/平方公里（2009年）。国家统计（ISTAT）代码为017197。